# Nicolas Martin (écrivain)
Pour les articles homonymes, voir Nicolas Martin et Martin.
Nicolas Martin (7 juillet 1814 à Bonn - 11 août 1877 à Paris) est un poète, chansonnier et traducteur de l'allemand français.

## Biographie
Fils d'un père français (Joseph-Antoine Martin) et d'une mère allemande (Elisabeth Simrock), petit fils de l'éditeur de musique Nikolaus Simrock et neveu du poète Karl Simrock (de), il devient employé à l'administration des Douanes puis chef de bureau à Lille. Venu à Paris en 1838, il y travaille comme professeur à la Faculté des lettres puis devient receveur principal des douanes à Calais. 
On lui doit de nombreux poèmes ainsi que des traductions de textes allemands comme les Contes allemands de Johann Peter Hebel et  publiés chez Hachette en 1867, les deux volumes de l'Histoire merveilleuse de Peter Schlemihl chez Drouillard en 1837 ou, entre autres, les Contes de la famille des frères Grimm, en collaboration avec Pitre-Chevalier chez Renouard en 1846.
Son oncle, le poète Karl Simrock, aura été influent dans le choix de la carrière de Nicolas Martin.

## Œuvres
- Fragments du Livre des harmonies, de la famille et de l'humanité, Vanackere fils, 1837
- Ariel, sonnets et chansons, Desessart, 1841
- Louise, poème, Paul Masgana, 1842
- Petites étrennes, almanach poétique, Au bureau du journal Le Caprice, 1842
- Les Cordes graves, poésies, Paul Masgana, 1844
- Fragment d'un rapport sur l'épopée germanique, Dupont, 1846
- Poésies de N. Martin, Didier, 1847
- Chant des forgerons !, paroles de N. Martin, musique de Émile Périer, Leduc, 1848
- Une gerbe, poésies nouvelles, Paul Masgana, 1850
- France et Allemagne : littérature, critique, voyages , J. Renouard et Cie, 1852
- Rosée nocturne, poésie de Martin, musique de d'Ivry, Richault, 1852
- L'Enfant malade (Lied), musique de Paul d'Ivry, Richault, 1852
- L'Écrin d'Ariel, Eugène Didier, 1853
- La Guerre, Eugène Didier, 1854
- Un mois au presbytère, Au bureau de l'Artiste, 1854
- Poèmes rustiques, Au bureau de l'Artiste, 1855
- Le Presbytère : Épopée domestique, préface de Armand Malitourne, J. Borrani et Droz, 1856
- Poésies complètes, Borrani et Droz, 1857
- Souvenez-vous ! Rêverie, poésie de N. Martin, musique de Jean-Baptiste Weckerlin, Au Ménestrel, 1858
- Poètes contemporains en Allemagne, Poulet-Malassis et De Broise, 1860
- Le Parfait connaisseur ou l'Art de devenir un critique d'art en deux heures, imité de l'allemand, Jules Tardieu, 1861
- Mariska, légende madgyare, Tardieu, 1861
- Julien l'Apostat, poésies nouvelles, J. Tardieu, 1863
- Voyage poétique et pittoresque sur le chemin de fer du Nord, L. Danel, 1869
- Épîtres et légendes, Le Blanc-Hardel, 1870
- Poésies, E. Dentu, 1873
- Fleurs de la nuit !, poésie de N. Martin, d'après Friedrich Rückert, musique de Benjamin Godard, Durand et Schoenewerk, 1873
- Julien l'Apostat, poème dramatique, Librairie des bibliophiles, 1875